# آکوپالقا
آکوپالقا (به اسپانیایی: Aqupallqa) یک کوه در پرو است که در پرو واقع شده‌است. آکوپالقا ۵٬۴۴۵ متر بالاتر از سطح دریا واقع شده‌است.